# جيمس بي. دان
جيمس بي. دان (بالإنجليزية: James B. Dunn)‏ هو سياسي أمريكي، ولد في 27 يونيو 1927 في ليد في الولايات المتحدة، وتوفي في 11 أغسطس 2016 في ستورجيس في الولايات المتحدة. حزبياً، نشط في الحزب الجمهوري. وقد انتخب عضو داكوتا الجنوبية البيت النواب.